# Tonga 0–22 Australia
La 9 aprilie 2001, Tonga și Australia au jucat un meci internațional de fotbal pe Stadionul Sportiv Internațional din Coffs Harbour din statul australian New South Wales. Meciul a fost un meci de calificare din primul tur al Confederației de Fotbal din Oceania (OFC) pentru Cupa Mondială FIFA 2002 . Tonga, în mod nominal echipa gazdă pentru acest meci de calificare, a fost învinsă cu 0–22 de Australia. Aceasta a depășit recordul internațional anterior de 20-0 din octombrie 2000, când Kuweit a învins Bhutanul pe 12 februarie 2000 în calificarea pentru Cupa Asiei AFC din 2000. Marja a fost depășită două zile mai târziu, când Australia s-a impus din nou, învingând o echipă epuizată din Samoa Americană cu un scor de 31-0 .